# Telephanus costaricensis
Telephanus costaricensis es una especie de coleóptero de la familia Silvanidae.

## Distribución geográfica
Habita en Costa Rica.